# Charbuy
Charbuy är en kommun i departementet Yonne i regionen Bourgogne-Franche-Comté i norra Frankrike. Kommunen ligger i kantonen Auxerre-Nord som tillhör arrondissementet Auxerre. År 2022 hade Charbuy 1 870 invånare.

## Befolkningsutveckling
Antalet invånare i kommunen Charbuy
| Referens: INSEE |